# Clonopsis felicitatis
Clonopsis felicitatis is een insect uit de orde Phasmatodea en de  familie Bacillidae. De wetenschappelijke naam van deze soort is voor het eerst geldig gepubliceerd in 2009 door Scali & Milani.